# آنتونیو گوروستگی
آنتونیو گوروستگی (اسپانیایی: Antonio Gorostegui‎؛ زادهٔ ۱ آوریل ۱۹۵۴) قایقران قایق بادبانی اهل اسپانیا بود.